# Adolf Wenger
Adolf Wenger (geboren am 4. März 1893 in Braunau am Inn, Österreich; gestorben am 7. April 1944 im KZ Mauthausen) war ein österreichischer Zugführer.

## Leben

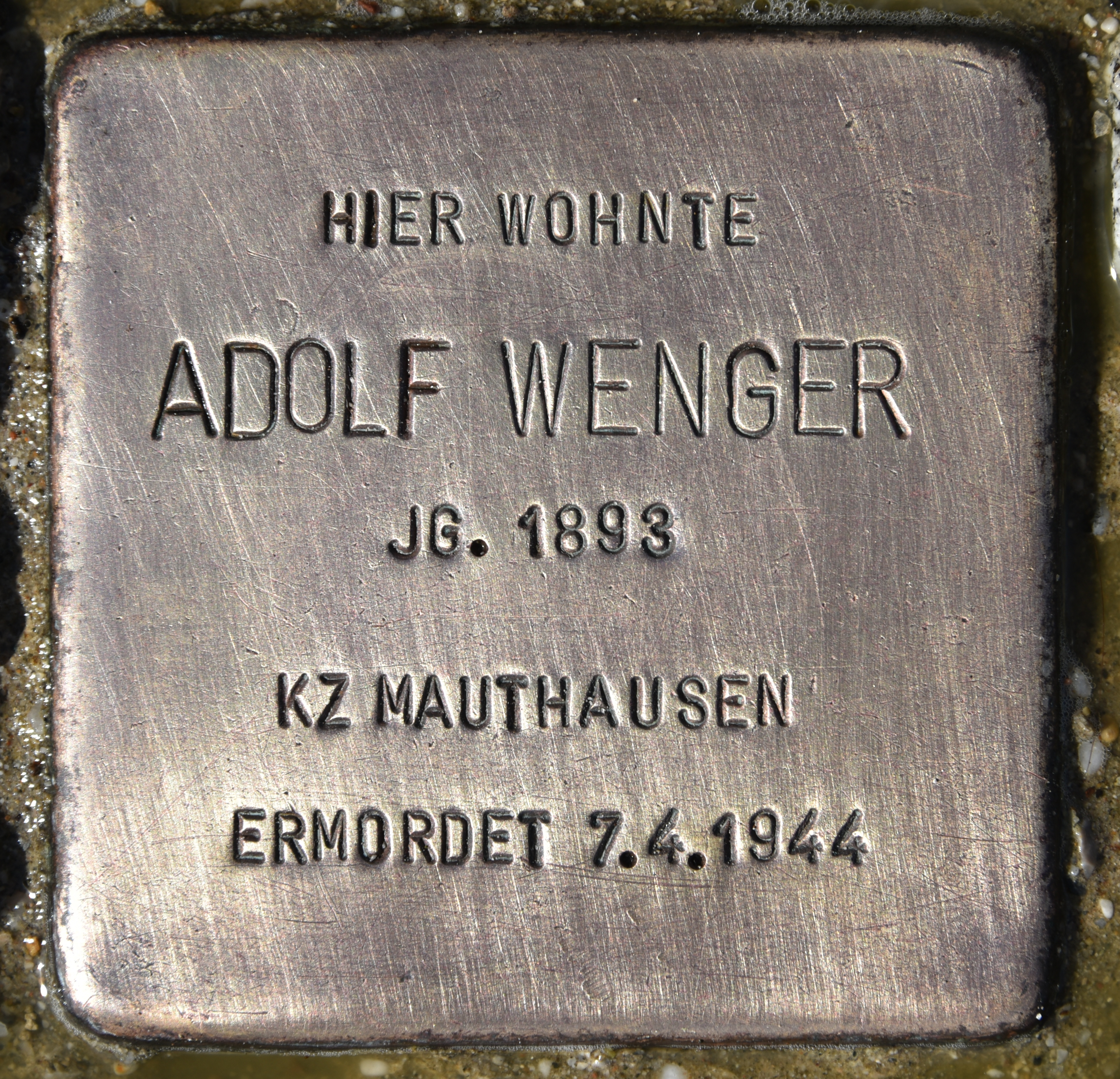
Stolperstein für Adolf Wenger

Adolf Wenger versah seinen Dienst als Zugführer mit Dienstort Bahnhof Braunau. Am 15. Oktober 1942 wurde er zusammen mit Josef Seeburger und Josef Angüsser vom Oberlandesgericht Wien zu langjährigen Zuchthausstrafen wegen Vorbereitung zum Hochverrat verurteilt. Den drei Männern wurde vorgeworfen, sie hätten versucht in Braunau eine Gruppe der KPÖ aufzuziehen und dafür Mitgliedsbeiträge eingesammelt. Wenger und Seeburger bestritten Verbindungen zur kommunistischen Partei zu haben.
Adolf Wenger kam in das Konzentrationslager Mauthausen, dort starb er am 7. April 1944 auf ungeklärte Weise. Am 11. April 1944 erhielt seine Witwe Anna Wenger folgende Mitteilung:

„Ihr Ehegatte Adolf Wenger wurde, als er sich krank meldete, unter Aufnahme in den Krankenbau in ärztliche Behandlung genommen. Es wurde ihm die bestmögliche medikamentöse und pflegerische Behandlung zuteil. Trotz aller angewandten ärztlichen Bemühungen gelang es nicht, der Krankheit Herr zu werden. Der Ehegatte starb, ohne letzte Wünsche geäußert zu haben. Ich spreche Ihnen zu diesem Verluste mein Beileid aus. Im Auftrag Schulz, SS-Untersturmführer.“

In Braunau wurde eine Straße nach Adolf Wenger benannt, des Weiteren wurde ein Stolperstein in Braunau am Inn für ihn verlegt.